# ثنان مالكيا
ثنان مالكيا (بالإنجليزية: Thinan - Malkia)‏ أرواح شريرة في الأساطير الاسترالية، تأسر ضحاياها بالشباك.